# Фробергит
Фроберги́т (англ. Frohbergite, от имени собственного — Макс Ханс Фроберг), также теллу́ристое желе́зо — редкий гидротермальный минерал из класса сульфидов, по составу — теллурид железа с идеальной формулой FeTe2 (содержит 82,05% теллура и 17,95% железа).
Фробергит встречается в богатых теллуром жилах гидротермальных отложений, иногда в виде тонкой каймы на периферии халькопиритов или в виде включений в самородном золоте, петците или халькопирите. Относится к группе марказита, образует минеральную линию с маттагамитом. Чаще всего фробергит встречается в виде мелкозернистых агрегатов.:93

## История открытия и название
Впервые фробергит был установлен Томпсоном в 1947 году в богатой теллуридами части квебекского золотоносного месторождения Робб-Монтбрей (англ. Robb-Montbray Mine, Робб-Монтбрей, Квебек, Канада), которое затем в течение почти трёх десятков лет считалось единственным известным местом проявления этого минерала.:93 В тот же год Томпсон в контрольных целях синтезировал искусственное соединение состава FeTe2. По особенностям кристаллической структуры и оптическим свойствам в полированных шлифах оно оказалось тождественным или сходным с природным фробергитом.:93
Фробергит был обнаружен в полированном шлифе в виде каёмки до 15 μ шириной вокруг халькопирита на контакте с алтаитом (PbТе), самородным золотом и мелонитом. Сопутствующие минералы: теллуробисмутит, петцит (Ag,Au)2Te, пирит, марказит, халькопирит, ковеллин и др.:20 Долгое время фробергит наблюдался только в полированных шлифах в виде тонкозернистого агрегата, поэтому макропризнаки его оставались неизвестны.:93
Название минералу было присвоено в честь канадского геолога и минералога, доктора Макса Ханса Фроберга (1901—1970, Торонто, Канада). Первые шлифы фробергита, изученные в СССР в 1950-х годах,:719 были получены непосредственно от Томпсона, открывателя минерала и попали в коллекцию Н. Д. Синдеевой.:98

## Свойства
Фробергит — минерал орторомбической сингонии, дипирамидальный. Кристаллическая структура подобна таковой же у марказита. Минерал хрупкий, твёрдость колеблется в пределах 3-4 по шкале Мооса.:19
Минерал сразу был отнесён к группе марказита, в которой образует непрерывную минеральную линию с маттагамитом. Причём, фробергит и маттагамит соответственно представляют крайние члены ряда твёрдых природных растворов FeTe2 → CoTe2.:220
Чаще всего фробергит встречается в виде мелкозернистых агрегатов,:93 минерал непрозрачен, цвет на полированном срезе белёсый с голубоватым или розоватым оттенком, блеск металлический, минерал сильно анизотропен: от красно-оранжевого до чернильно-синего. В полированном шлифе оттенок фробергита — красновато-розовый, чем отличается от похожего, но желтовато-розового мелонита (NiTe2). Анизотропия неотчётлива. Двуотражение в пределах от оранжево-красного до цвета синих чернил. Рентгеновское изучение микроскопического образца показало его идентичность с искусственно полученным соединением FeTe2.:20 По непосредственному визуальному впечатлению цвет фробергита очень напоминает главную разновидность германита из месторождения Тсумеб (Tsumeb, Namibia), отличаясь от него по светлоте (R германита 25%, а фробергита — 55%) и меньшей насыщенности хроматического тона.:95
Для кристаллографического и химического сравнения экспериментальным путём были синтезированы несколько теллуридов железа. При температурах ниже 519 °C оказались стабильны только два минералоидных соединения: β-FeTe0,9 и, собственно, FeTe2 (фробергит).:220
Соляная кислота, цианистый калий, трёххлористое железо, едкое кали и сулема на полированный шлиф фробергита не действуют. От разбавленной азотной кислоты (1:1) происходит быстрое вскипание до образования чёрного пятна.:20
По сиреневому оттенку и высокому рельефу фробергит напоминает некоторые минералы группы линнеита — герсдорфита. В изолированных выделениях фробергит иногда путали с пирротином. От последнего фробергит отличается повышенной отражательной способностью и существенно меньшей насыщенностью цветового тона, в котором заметно преобладает синеватая составляющая. При скрещённых николях анизотропия у пирротина выражена сильнее, однако цветной эффект отсутствует.:96
От герсдорфита по оптическим свойствам фробергит отличается слабо, тем более, что главный отличительный признак — оптическая анизотропность фробергита — не всегда может быть обнаружена из-за крайне мелкозернистого строения его агрегатов.
Кроме того, у герсфдорфита нередко присутствует аномальная анизотропия.:97

## Генезис и месторождения
Фробергит встречается во многих колчеданных гидротермальных месторождениях,:220 богатых теллуром. Иногда выделяется в виде тонкой каймы на периферии халькопиритов или в виде включений в самородном золоте, петците или халькопирите вместе с другими родственными теллуридами. В частности, на типовом месторождении Робб Монтбрей фробергит был встречен встречен в шлифах совместно с алтаитом, теллуровисмутитом, монтбрейитом, мелонитом и петцитом. Сопутствующие минералы были представлены самородным золотом, халькопиритом, пиритом, сфалеритом, марказитом, самородным теллуром, халькозином, ковеллином. Выделения фробергита наблюдались главным образом в форме тонкой, иногда прерывистой реакционной каймы, окружающей включения халькопирита в теллуридах. Кайма состояла из агрегата почти изометричных по размеру и форме зёрен фробергита, в которых вдоль непосредственного контакта с халькопиритом почти всегда развивалась ещё более тонкая кайма самородного теллура.:97
Очевидно, что фробергит присутствует в рудах Зодского месторождения, однако из-за очень мелких размеров выделений и крайней близости оптических признаков фробергита и герсдорфита более определённо уточнить диагностику минерала в 1960-х годах не удалось.:98 На территории СССР в 1970-х годах фробергит был установлен на золоторудных месторождениях Озёрное (Мурманская область, Северная Карелия, в том числе, на территории Финляндии) и Алтын-Таш (в Челябинской области), а также на золотых приисках Жана-Тюбе (Казахстан). По всему миру существует более полутора десятков месторождений, где фробергит достоверно установлен.